# Pieve di Cesclans
La pieve di Santo Stefano è una chiesa sita nella frazione di Cesclans nel comune di Cavazzo Carnico (UD), una delle 11 antiche pievi della Carnia, attualmente filiale della parrocchiale di Cavazzo Carnico.
Sorge a 384 m s.l.m. su una rupe rocciosa da cui si domina il sottostante lago di Cavazzo. Il terremoto del 1976 ha quasi completamente distrutto il precedente edificio lasciando in piedi solo il campanile. Dopo il terremoto, nel 1993 è iniziata la ricostruzione che ha cercato di riprendere le forme precedenti, la chiesa è stata riaperta al culto nel 2008. Il primo insediamento risalirebbe al IX o X secolo, vi sono stati poi rimaneggiamenti successivi sino alle forme attuali che risalgono al 1777.

## Galleria d'immagini

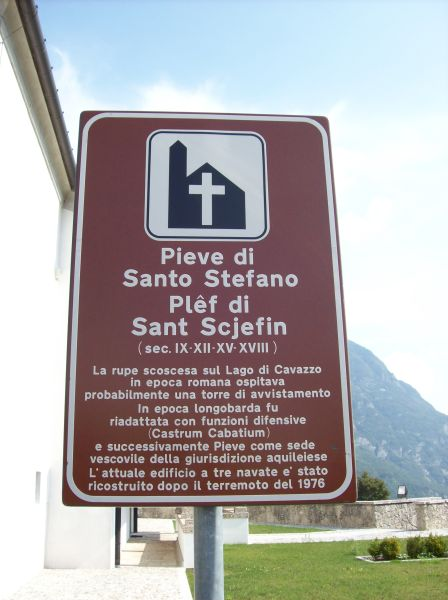
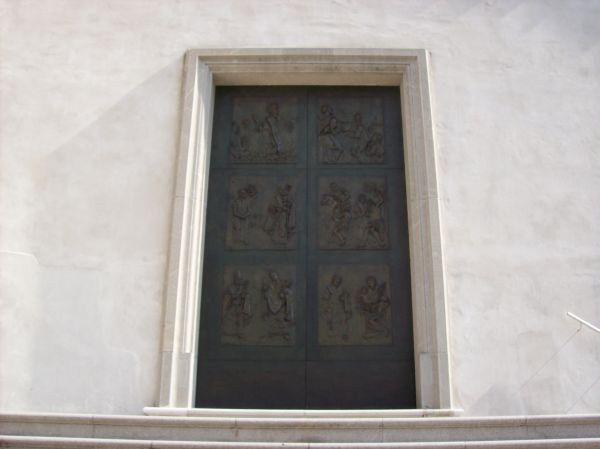
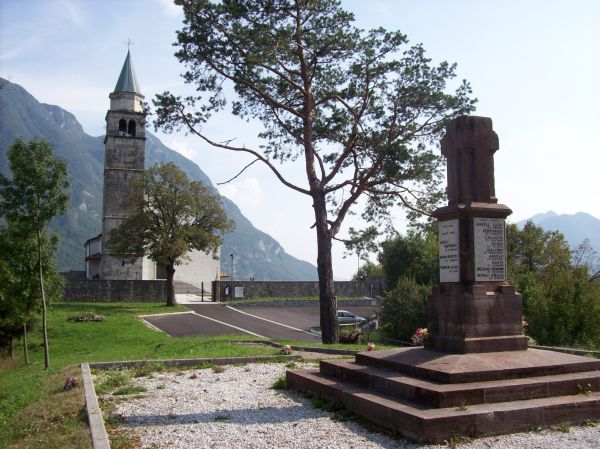
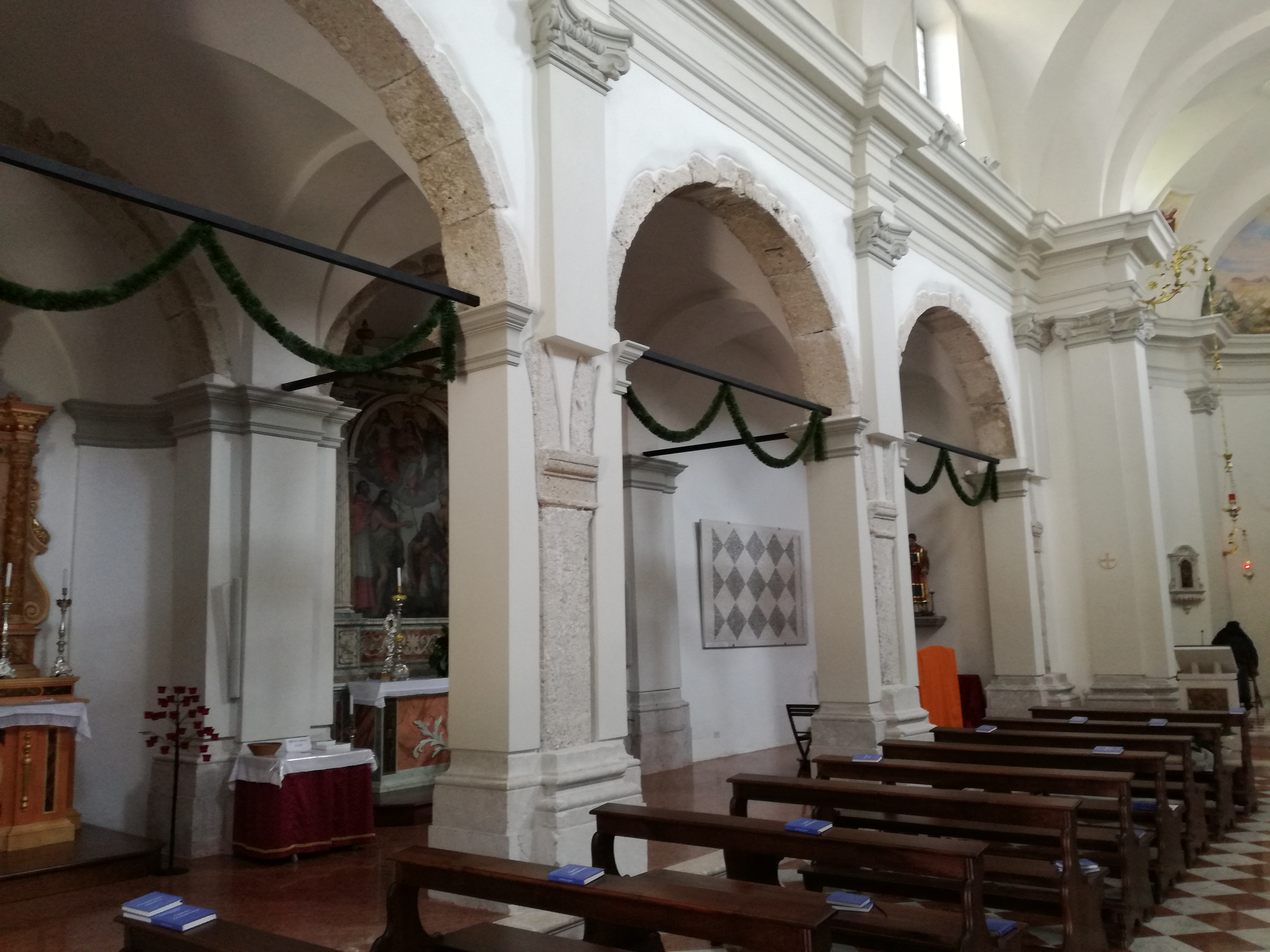
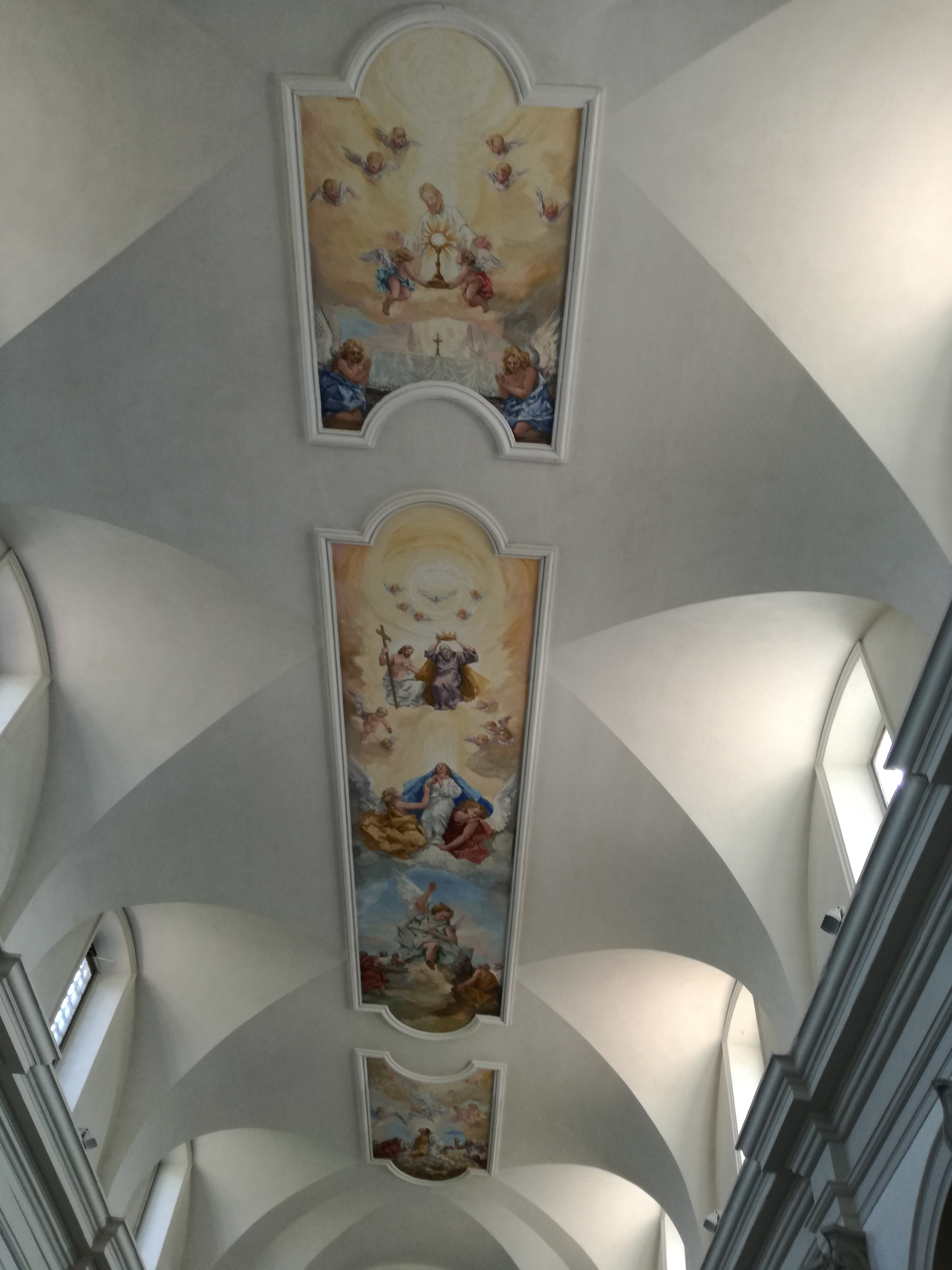